# روزي بورغس
روزي بورغس (بالإنجليزية: Rosie Burgess)‏ هي كاتبة غنائية ومغنية أسترالية، ولدت في 6 يناير 1978.

## وصلات خارجية
- روزي بورغس على موقع ميوزك برينز (الإنجليزية)
- روزي بورغس على موقع أول ميوزيك (الإنجليزية)
- روزي بورغس على موقع ديسكوغز (الإنجليزية)